# Вајт Харт Лејн
Вајт Харт Лејн (енгл. White Hart Lane), такође познат као и Лејн (енгл. The Lane), био је фудбалски стадион у Лондону на којем је своје утакмице као домаћин играо Тотенхем хотспер, а укупан капацитет стадиона је био 36.310 места. Стадион је затворен на крају сезоне 2016/17.
Стадион је отворен 1899, а првој Тотенхемовој утакмици на њему, и победи резултатом 4-1 против Нотс Каунтија, присуствовало је 5.000 гледалаца. Највише посетиоца, чак 75.038 било је 5. марта 1938. на утакмици ФА купа против Сандерланда. Стадион је угостио неке од утакмица фудбалског такмичења на Летњим олимпијским играма 1948. Стадион је затворен и срушен 2017. ради изградње већег стадиона, капацитета 62.303 места, на том истом месту. Нови стадион је отворен 2019. године.